# Johannes Kalisch
Johannes Stanislaus Kalisch (* 24. Dezember 1928 in Königshütte; † 5. November 2002 in Rostock) war ein deutscher Historiker und Professor an der Universität Rostock. Sein Schwerpunkt waren die deutsch-polnischen Beziehungen sowie Osteuropäische Geschichte.

## Leben
Johannes Kalisch absolvierte nach der Umsiedlung aus Oberschlesien 1945 und der Ablegung der Reifeprüfung 1947 einen dreimonatigen Kurs an der Schule der Sowjetischen Militäradministration in Königs Wusterhausen. Von 1947 bis 1952 studierte er Geschichte, Geographie, Pädagogik und Germanistik an der Universität Leipzig. Zwischen 1948 und 1949 unterrichtete er im Nebenamt als Neulehrer an einer Oberschule. 1952 legte er das Staatsexamen für das Lehramt in der Oberstufe ab. Anschließend arbeitete er als wissenschaftlicher Assistent bzw. Oberassistent am Institut für die Geschichte der UdSSR (seit 1955: Institut für die Geschichte der europäischen Volksdemokratien) der Karl-Marx-Universität Leipzig. 1957 promovierte er bei Heinrich Sproemberg und Hellmut Kretzschmar.
1960 bis 1961 war Kalisch in Leipzig mit der Wahrnehmung einer Dozentur für die Geschichte Polens beauftragt. 1961 wurde er wissenschaftlicher Assistent an der Universität Rostock, wo er eine  Dozentur für Geschichte der UdSSR und der europäischen Volksdemokratien übernahm. Er war Sekretär der SED-Grundorganisation am dortigen Historischen Institut. Im Februar 1969 wurde er Dozent für die Geschichte der UdSSR und der sozialistischen Länder an der Sektion Geschichte. Von 1970 bis 1974 amtierte er hauptamtlich als stellvertretender Vorsitzender der Universitätsgewerkschaftsleitung der Universität Rostock. Von März 1975 bis März 1976 hielt er sich für Studien an der Universität Warschau auf. Im Juni 1976 legte er bei Lothar Elsner, Eberhard Wolfgramm und Wolfgang Ruge seine Promotion B vor. Im September 1976 übernahm er eine ordentliche Professur für die Geschichte der UdSSR und des sozialistischen Weltsystems an der Wilhelm-Pieck-Universität Rostock, die er bis 1990 innehatte. 1990 wurde er Professor für die Geschichte der sozialistischen Länder Europas in Rostock.
Kalisch gehörte von 1959 bis 1989 dem Herausgeberkollegium des Jahrbuchs für die Geschichte der deutsch-slawischen Beziehungen und Geschichte Ost- und Mitteleuropas, dem späteren Jahrbuch für die Geschichte der sozialistischen Länder Europas an. Von 1976 bis 1989 leitete er die Forschungsgruppe Geschichte Polens und der deutsch-polnischen Beziehungen. Von 1977 bis 1979 war er in Rostock auch stellvertretender Direktor für Forschung. Er gab die Studien zu den deutsch-polnischen Beziehungen heraus (15 Hefte erschienen) und engagierte sich in bilateralen und internationalen Gremien. Bereits zu Beginn seiner wissenschaftlichen Laufbahn in den 1950er Jahren knüpfte Kalisch in Kontakte mit dem polnischen Historiker Marian Malowist in der Hanseforschung, besonders zu Danzig. Als Sekretär der Historikerkommission DDR – Volksrepublik Polen prägte er das Profil ihrer Tätigkeit und wirkte nach der deutschen Vereinigung in der Deutsch-Polnischen Schulbuchkommission mit. Er war stark um eine beiderseitige Aussöhnung bemüht.

## Schriften (Auswahl)
- Zur Polenpolitik Augusts des Starken 1697 bis 1700. Diss., Karl-Marx-Universität Leipzig 1957.
- Um die polnische Krone: Sachsen und Polen während des Nordischen Krieges 1700–1721. Bearb. von J. Kalisch u. Józef Andrzej Gierowski, Berlin (Ost) 1962 (Schriftenreihe der Kommission der Historiker der DDR und Volkspolens; Bd. 1)
- Studien zur Geschichte der deutsch-polnischen Beziehungen. Diss. B Wilhelm-Pieck-Univ. Rostock 30. Juni 1976.
- Herausgeber der „Studien zu den deutsch-polnischen Beziehungen“ (15 Hefte)
  - Polen im Bannkreis des Imperialismus 1918–1944. Wilhelm-Pieck-Universität Rostock, Sekt. Geschichte. Red.: Abt. Wissenschaftspublizistik. Studien zur Geschichte der deutsch-polnischen Beziehungen, H. 3.